# Bucculatrix mesoporphyra
Bucculatrix mesoporphyra là một loài bướm đêm thuộc họ Bucculatricidae. Nó được tìm thấy ở Úc.